# Cynodon radiatus
Cynodon radiatus là một loài thực vật có hoa trong họ Hòa thảo. Loài này được Albrecht Wilhelm Roth mô tả khoa học đầu tiên năm 1817, được chính ông bổ sung chi tiết hơn vào năm 1821.

## Phân bố
Loài này là bản địa khu vực Nam Á, Đông Nam Á đại lục và hải đảo, Trung Quốc, Đài Loan, Madagascar nhưng cũng đã du nhập vào New Guinea và Australia (Lãnh thổ Bắc Úc,  Queensland, Tây Úc, quần đảo Cocos (Keeling)) và Ấn Độ hải đảo (quần đảo Andaman và Nicobar).